# Antonia Iacobescu
Antonia Clara Iacobescu, född 12 april 1989 i Bukarest, är en rumänsk sångare och fotomodell. Hon har spelat in låtar tillsammans med artister som Tom Boxer, Vunk och Pink Room.

## Diskografi

### Singlar
- 2009 - "Roses on Fire"[1]
- 2010 - "Morena"[2]
- 2011 - "Shake It Mamma"[3]
- 2011 - "Marionette"[4]
- 2011 - "Pleaca"[5]
- 2012 – "I Got You"
- 2012 – "Jameia"
- 2013 – "Marabou"
- 2013 – "Summertime Affaire"
- 2013 – "Hurricane"